# Benoît Ladrière
Benoît Ladrière (Nijvel, 27 april 1987) is een Belgische voetbalspeler die in augustus 2015 een contract tekende bij Patro Eisden Maasmechelen als middenvelder.

## Carrière
Hij doorliep de jeugdreeksen van RSC Anderlecht en maakte zijn debuut als senior bij RAA Louviéroise in de Jupiler Pro League. Hij verliet de club in mei 2008 en tekende bij AA Gent. Zijn doorbraak mislukte en hij verhuisde naar AFC Tubize. Vanaf juli 2012 speelde hij voor KVRS Waasland - SK Beveren en keerde zo terug naar de hoogste afdeling maar werd een jaar later vrijgegeven. In november 2013 testte Ladrière bij de Italiaanse Serie B club Avellino en tekende er in december 2013. In het seizoen 2015-2016 was hij aangesloten bij Patro Eisden Maasmechelen.